# Breakaway (ZZ Top)
Breakaway è un singolo del gruppo musicale statunitense ZZ Top, pubblicato nel 1994 ed estratto dall'album Antenna.

## Tracce
- 7"

1. Breakaway – 4:27
2. Pincushion – 3:35

## Formazione
- Billy Gibbons – chitarra, voce
- Dusty Hill – basso, cori
- Frank Beard – batteria, cori